# 吳昌岌
吳昌岌（越南语：／，？—954年）是越南吳朝君主，吳權的長子，曾被大臣楊三哥奪取王位，後來於951年，由弟弟吳昌文恢復政權，兩兄弟共同稱王治國，吳昌岌稱天策王（越南语：／）。至954年，吳昌岌去世。

## 生平

### 亡命王子
吳昌岌是越南吳朝開國之主吳權的長子。吳權過世後，945年，家臣楊三哥（又名楊紹洪或楊主將）自立為王，於是吳昌岌逃到南冊江（在今越南海陽省），後來到了茶鄉（在今越南海陽省金城縣）范令公家；後來楊三哥又派人去范令公家搜索，范令公便將吳昌岌藏在一山洞裡，逃過一劫。

### 兄弟共治
950年，吳昌岌其弟吳昌文廢除楊紹洪後，並於951年稱南晉王，並遣使迎接吳昌岌回到京師古螺。自此，兄弟二人共理國政，吳昌岌稱天策王。其後，因吳昌岌專權，作威作福，使吳昌文從此不過問政事，《大越史記全書》記載當時甚至是「二王由是有隙」。吳昌岌於954年過世，政權由弟弟吳昌文獨掌。
※歐陽修《新五代史》及黎崱《安南志略》對吳朝的統治世系另有說法。《新五代史‧南漢世家‧劉晟》中載：「權死，子昌岌立，昌岌卒，弟昌濬立。」《安南志略》則提出是吳權以後，「子昌岌、弟昌濬繼之。……昌濬卒，弟昌文立；卒，其參謀吳處坪、峯州刺史喬知佐、寧州刺史楊輝、牙將杜景碩用土兵争立。既而丁部領平之，遂有其地。」

## 家庭
- 父：吳權[9]
- 弟：吳昌文[9]
- 弟：吳南興[9]
- 弟：吳乾興[9]
- 妻：吳昌岌在楊三哥篡位後逃到南冊江（在今越南海陽省）時所娶。[10]
- 子：吳昌熾，吳昌岌在楊三哥篡位後逃到南冊江時，娶當地女子所生。[10]

## 評價
- 越南封建時代，史家們對於吳昌岌評價不佳。後黎朝史家吳士連就認為：「南晉迎昌岌歸，與之共政，可謂克恭厥兄，欲同其富貴矣。昌岌能以無功讓之，俱享其禒，德豈不光大哉！乃拘於嫡長之分，稱王視政，又擅作威福，至使南晉王不得預政，甚失友于之義，志趣甚卑陋矣。」[5]後黎朝另一位史家黎嵩亦認為：「天策王以先主之嫡嗣，始為奸臣所篡，而不能正其罪，終以南晉所逼，而不能讓其功，擅作威福之權，竟失友于之義，皆庸才之主也。」[11]

## 外部連結
- （中文）.   [2008-10-26]. （原始内容存档于2008-09-20）.
- （中文）.   [2008-06-02]. （原始内容存档于2009-06-16）.
- （越南文）（中文）.   [2008-06-02]. （原始内容存档于2016-03-10）.
- （越南文）（中文）.   [2008-10-26]. （原始内容存档于2016-03-04）.
- （越南文） (PDF).   [2008-10-26]. （原始内容 (PDF)存档于2012-07-04）.

| 前任： 吳昌文（951年-965年） | 越南吳朝君主 951年-954年 與吳昌文共治 | 繼任： 吳昌文（951年-965年） |